# Finale de la Coupe des clubs champions européens 1969-1970
La finale de la Coupe des clubs champions européens 1969-1970 est la quinzième dans l'histoire de la compétition et voit un club néerlandais, le Feyenoord Rotterdam, devenir le premier club néerlandais à soulever le trophée en battant le Celtic Glasgow (2-1) en prolongation. Ernst Happel, l'entraîneur de cette formation néerlandaise, doit en partie cette consécration grâce à un jeu tourné vers la modernité.

## Parcours des finalistes
Note : dans les résultats ci-dessous, le score du finaliste est toujours donné en premier (D : domicile ; E : extérieur).
| Feyenoord Rotterdam | Feyenoord Rotterdam | Feyenoord Rotterdam | Feyenoord Rotterdam |                     | Celtic Glasgow   | Celtic Glasgow | Celtic Glasgow | Celtic Glasgow | Celtic Glasgow |
| ------------------- | ------------------- | ------------------- | ------------------- | ------------------- | ---------------- | -------------- | -------------- | -------------- | -------------- |
| Adversaire          | Total               | Aller               | Retour              | Tour                | Adversaire       | Total          | Aller          | Retour         |                |
| KR Reykjavik        | 16 - 2              | 12 - 2 (D)          | 4 - 0 (E)           | Seizièmes de finale | FC Bâle          | 2 - 0          | 0 - 0 (E)      | 2 - 0 (D)      |                |
| AC Milan            | 2 - 1               | 0 - 1 (E)           | 2 - 0 (D)           | Huitièmes de finale | Benfica Lisbonne | 3 - 3 a        | 3 - 0 (D)      | 0 - 3 (E)      |                |
| Vorwärts Berlin     | 2 - 1               | 0 - 1 (E)           | 2 - 0 (D)           | Quarts de finale    | AC Fiorentina    | 3 - 1          | 3 - 0 (D)      | 0 - 1 (E)      |                |
| Legia Varsovie      | 2 - 0               | 0 - 0 (E)           | 2 - 0 (D)           | Demi-finales        | Leeds United     | 3 - 1          | 1 - 0 (E)      | 2 - 1 (D)      |                |

a : vainqueur décidé par tirage au sort.

## Feuille de match
| 6 mai 1970 | Feyenoord Rotterdam        | 2 – 1 ap       | Celtic Glasgow | Stade San Siro, Milan                              |                                                    |
|            | Israël 32e · Kindvall 116e | (1 – 1, 1 – 1) | 30e Gemmell    | Spectateurs : 53 187 Arbitrage : Concetto Lo Bello | Spectateurs : 53 187 Arbitrage : Concetto Lo Bello |
|            | Rapport                    |                |                | Spectateurs : 53 187 Arbitrage : Concetto Lo Bello | Spectateurs : 53 187 Arbitrage : Concetto Lo Bello |

| Feyenoord | Celtic |

|               |    |                        |  |      |
|               |    |                        |  |      |
| G             | 1  | Eddy Pieters Graafland |  |      |
| DD            | 2  | Piet Romeijn           |  | 106e |
| DC            | 3  | Rinus Israël           |  |      |
| DC            | 4  | Theo Laseroms          |  |      |
| DG            | 5  | Theo van Duivenbode    |  |      |
| MD            | 6  | Franz Hasil            |  |      |
| MC            | 7  | Wim Jansen             |  |      |
| ATTD          | 8  | Henk Wery              |  |      |
| AVC           | 9  | Ove Kindvall           |  |      |
| MG            | 10 | Willem van Hanegem     |  |      |
| ATTG          | 11 | Coen Moulijn           |  |      |
| Remplaçants : |    |                        |  |      |
| M             | 15 | Guus Haak              |  | 106e |
| Entraineur :  |    |                        |  |      |
| Ernst Happel  |    |                        |  |      |

|               |    |                 |  |     |
|               |    |                 |  |     |
| G             | 1  | Evan Williams   |  |     |
| DD            | 2  | David Hay       |  |     |
| DG            | 3  | Tommy Gemmell   |  |     |
| MC            | 4  | Bobby Murdoch   |  |     |
| DC            | 5  | Billy McNeill   |  |     |
| DC            | 6  | Jim Brogan      |  |     |
| MD            | 7  | Jimmy Johnstone |  |     |
| ATT           | 8  | Willie Wallace  |  |     |
| ATT           | 9  | John Hughes     |  |     |
| MC            | 10 | Bertie Auld     |  | 77e |
| MG            | 11 | Bobby Lennox    |  |     |
| Remplaçants : |    |                 |  |     |
| M             | 14 | George Connelly |  | 77e |
| Entraineur :  |    |                 |  |     |
| Jock Stein    |    |                 |  |     |